# Tocco Caudio
Tocco Caudio – miejscowość i gmina we Włoszech, w regionie Kampania, w prowincji Benevento.
Według danych na I 2009 gminę zamieszkiwało 1558 osób przy gęstości zaludnienia 57,3 os./1 km².
W 1980 r. trzęsienie ziemi spowodowało poważne zniszczenia miejscowości. W konsekwencji mieszkańców wysiedlono, a miejscowość odbudowano niedaleko od dawnej lokalizacji.